# Riccardo Trillini
Riccardo Trillini (Cingoli, 16 giugno 1965) è un allenatore di pallamano italiano, allenatore dell'Olympiacos.

## Carriera

### Club

#### Cingoli, Salerno e EOS Siracusa
Inizia la sua carriera da allenatore nella squadra femminile della Polisportiva Cingoli. Dal 1991 al 1994 si rende protagonista di tre promozioni consecutive e di due scudetti giovanili (U17 e U21), passando dalla Serie C alla Serie A1, ottenendo oltretutto la salvezza al primo tentativo. 
Le buone prestazioni gli permettono di allenare prima a Salerno e poi a Siracusa, sempre in A1.

#### Ritorno a Cingoli e Ancona
Nel 1998 fa ritorno a Cingoli, questa volta però sponda maschile: al termine del campionato raggiunge il secondo posto in Serie C che però non basta per la promozione.  Dal 1999 al 2007 il suo nome è legato all'Ancona, formazione con cui ottiene due promozioni consecutive e quindi la prima storica partecipazione alla Serie A1. Prima partecipazione che però si conclude con la sconfitta ai playout contro Brixen, che condanna la formazione di Trillini alla retrocessione dopo solo un anno.
Con il ritorno in cadetteria l'Ancona fatica e trova un quarto e quinto posto nelle due stagioni successive. Il 2004-2005 regala un campionato avvincente, dominato assieme al Teramo, che porta alla promozione diretta in A1. Purtroppo con la riforma dei campionati le squadre neopromosse devono rinunciare al salto in massima serie e devono dunque ripetere la seconda serie.

#### Teramo
Nel 2007, dopo otto anni, lascia l'Ancona per allenare i rivali del Teramo. Anche qui, al primo tentativo riesce a vincere il campionato e a promuovere il team abruzzese in Serie A Élite. Nel 2008-2009 termina la stagione regolare al penultimo posto e vince i playout condannando Prato alla retrocessione.

#### Al vertice: Conversano e Brixen
Dopo anni di gavetta fatta di promozioni e salvezze, nel 2009 arriva la chiamata del Conversano. Alla prima stagione vince tutto: Handball Trophy, Supercoppa, Coppa Italia e campionato; l'anno successivo vincerà il double (campionato e Coppa). Al termine della stagione decide di non rinnovare il contratto, ma a ottobre 2011 torna sui suoi passi e firma un anno di contratto, dove vincerà la Supercoppa, perdendo in finale playoff il campionato in Gara-3 contro il Bozen, al suo primo trionfo.
Al termine della stagione lascia definitivamente Conversano, con il quale ha conquistato due Scudetti, due Coppe Italia, due Supercoppe italiane e un Handball Trophy.
Per la stagione 2012-2013 è il nuovo allenatore del Brixen. La stagione in Alto Adige non è delle più esaltanti, con la squadra che termina al quinto posto e gioca sostanzialmente senza obiettivi. Alla fine della stagione, complici tentennamenti della società sugli investimenti da attuare per la squadra, Trillini non rinnova il contratto che lo legava al club altoatesino

#### Käerjeng
Il 3 giugno 2013 viene ufficializzato come nuovo tecnico della squadra lussemburghese del Käerjeng. Al primo anno vince il campionato e nei due anni successivi vince la Coppa nazionale. 

#### Campus Italia
Il 29 agosto 2021 viene ufficializzato il suo incarico in qualità di allenatore nel progetto federale Campus Italia, squadra formata da Under-17 di tutta Italia che partecipa al girone B di Serie A2. Al termine della stagione lascia il ruolo a Pasquale Maione, per poi fare ritorno nella stagione 2023-24.

#### Olympiacos
Il 5 marzo 2025 viene ufficializzato come nuovo allenatore dell'Olympiacos, in sostituzione del croato Babić. A fine stagione si laurea campione di Grecia sconfiggendo l'AEK Atene per 3-2 nella serie di finale.

### Nazionale

#### Giovanile
Dal 2000 al 2004 fa parte dello staff tecnico del settore giovanile azzurro.

#### Maggiore
A marzo 2017 viene annunciato il suo nuovo incarico come Direttore Tecnico delle squadre azzurre e come head coach della Nazionale maschile. Sotto la sua gestione, la squadra torna a vincere contro squadre di ranking superiore; non riesce però nell'immediato a qualificare la nazionale ad una manifestazione internazionale.
A maggio 2024 guida gli Azzurri alla qualificazione ai Mondiali del 2025: dopo aver ribaltato il -9 subito al primo turno in Turchia con il +10 del ritorno (28-37; 27-37) e aver eliminato il Belgio (29-25; 33-31), arriva l'inaspettata qualificazione contro il Montenegro, con vittoria storica a Podgorica.
Durante la manifestazione l'Italia vince nel turno preliminare contro Tunisia e Algeria: vittorie che consentono alla nazionale di passare al turno successivo, nonostante la sconfitta con i padroni di casa e campioni in carica della Danimarca. Al Main Round Trillini guida la squadra ad un'altra prestigiosa vittoria contro la Repubblica Ceca, arrivando allo scontro decisivo contro la Germania lottando ancora per il passaggio del turno. Alla fine la favorita compagine tedesca vince, ma l'Italia resta a contatto per gran parte della partita. Nell'ultima gara ininfluente se non per il piazzamento finale, arriva una sconfitta netta contro la Svizzera, che posiziona gli Azzurri al sedicesimo posto assoluto, più in avanti di squader come Austria e Spagna.
Al termine del mondiale, con il contratto in scadenza nel maggio 2025, Trillini viene sollevato dall'incarico venendo sostituito dal tedesco Hanning.

## Palmarès

### Competizioni nazionali
- Campionato italiano di pallamano maschile: 2

Conversano: 2009-10, 2010-11
- Coppa Italia (pallamano maschile): 2

Conversano: 2009-10, 2010-11.
- Supercoppa italiana (pallamano maschile): 2

Conversano: 2009, 2011
- Handball Trophy (pallamano maschile): 1

Conversano: 2009-10
- Campionato lussemburghese di pallamano maschile: 1

Kaërjeng: 2013-14
- Coppa di Lussemburgo: 2

Kaërjeng: 2014-15, 2015-16
- Campionato greco: 1

Olympiacos: 2024-25

### Competizioni giovanili
- Campionato italiano di pallamano femminile U21: 1

1993-94 (Polisportiva Cingoli)
- Campionato italiano di pallamano femminile U17: 1

1992-93 (Polisportiva Cingoli)